# Girls (groupe)
Pour les articles homonymes, voir Girls.
Girls est un groupe de rock indépendant américain, originaire de San Francisco, en Californie. Le groupe est composé de deux membres principaux; le chanteur compositeur Christopher Owens et le bassiste Chet « JR » White produisant tous les morceaux. En dehors de ses deux membres officiels, le groupe a enregistré et tourné avec : Ryan William Lynch, Garett Godard, Matthew Kallman, Darren Weiss, Dan Eisenberg, et John Anderson.
Sorti en 2009, leur premier album, intitulé Album, révèle Girls en tant que groupe émergeant à suivre, les critiques étant unanimes quant à la qualité de l'album. En composant seul tous les titres, Christopher a pu s'exprimer librement sans se soucier des limites, lui qui autrefois ne pouvait écouter de musique en dehors de la secte des Enfants de Dieu. Sorti en septembre 2011, leur second album Father, Son, Holy Ghost connait un grand succès, nommé 5e meilleur album de 2011 par Pitchfork. Leur premier single, Vomit, est disponible en téléchargement gratuit avant la sortie de l'album et du clip.

## Biographie

### Formation etAlbum(2007–2009)
Christopher Owens, né en 1979, a été élevé au sein de la secte des Enfants de Dieu. Il fuit à l'âge de 16 ans pour rejoindre sa sœur à Amarillo au Texas avant de partir pour San Francisco, décidé à percer dans l'art et la peinture,. Après avoir abandonné son groupe nommé Curls créé avec son ancienne petite amie, Christopher rencontre Chet JR White qui faisait jouer des groupes dans le garage de ses parents. D'un intérêt commun pour la musique et partageant de nombreuses influences musicales, tous deux créent alors le groupe Girls dont le nom fait écho au premier groupe de Christopher Owens.
Désormais âgé de 25 ans, Owens emménage à San Francisco, où il compose de la musique et prend des drogues comme de l'héroïne. En Californie, Owens devient membre de Holy Shit avec Ariel Pink et Matt Fishbeck. Owens fait ensuite la rencontre de Chet « JR » White, une native de la Baie de San Francisco qui a grandi à Santa Cruz, qui enregistrait avec son groupe dans le garage de ses parents pendant son adolescence. Les deux se lient avec un intérêt fort pour la musique, en particulier le punk/hardcore. Peu après, Owens et White se lancent dans l'enregistrement d'un premier album, intitulé Album.
Album est bien accueilli par la presse spécialisée. Pitchfork classe le single Hellhole Ratrace 383e de son top 500 des chansons des années 2000. Le même site web attribue à l'album une note de 9,1 sur 10 et l'élit 10e meilleur album de l'année 2009,.

### Father, Son, Holy Ghost(2010–2011)

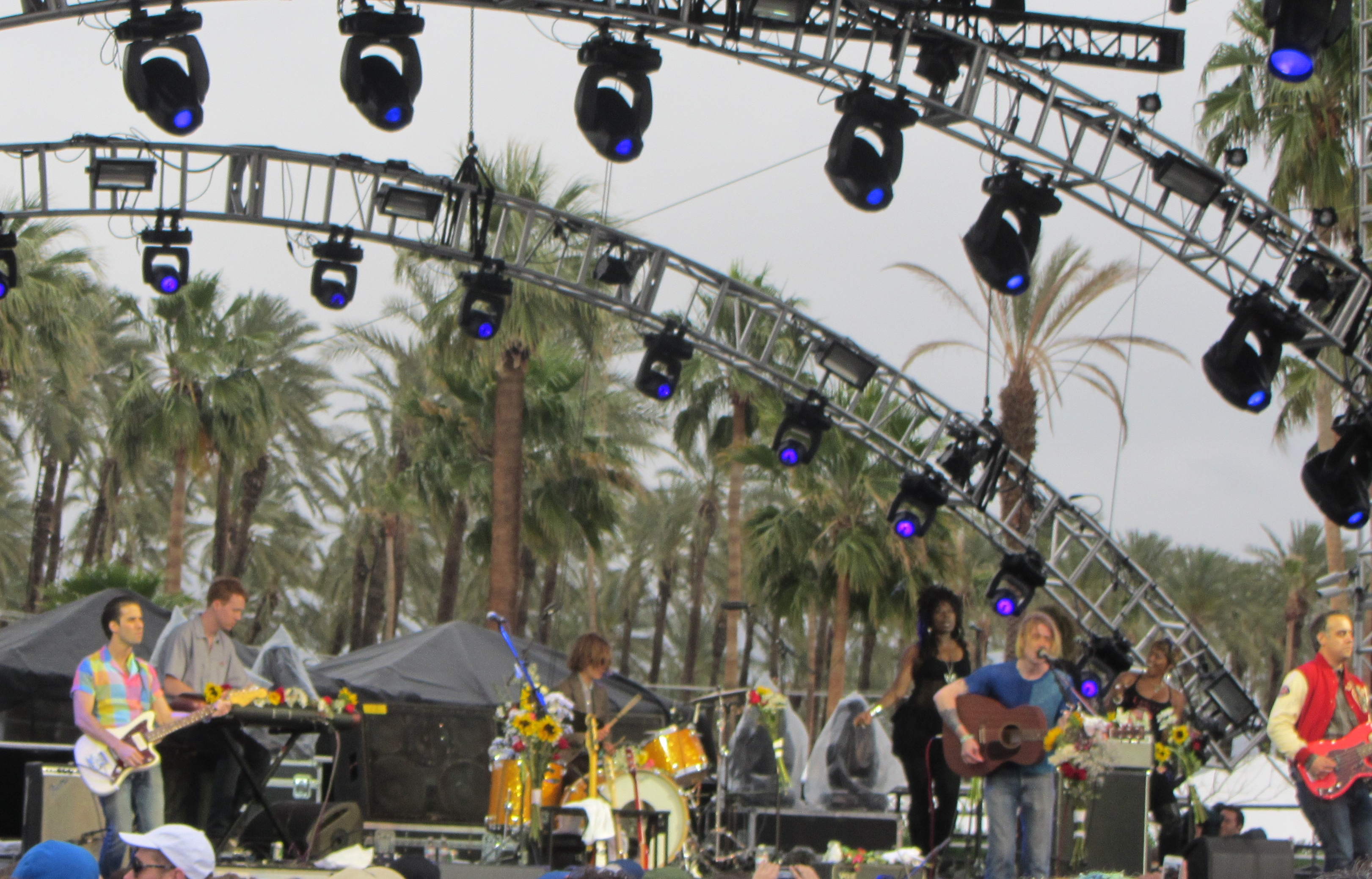
Girls au Coachella.

En 2010, Girls publie l'EP Broken Dreams Club, qui est décrit par Owens comme « un avant-goût ». Le 20 juillet 2011, ils publient la chanson Vomit issue de leur album à venir, en téléchargement libre. Elle est suivie par une vidéo. Honey Bunny est le deuxième single de l'album. Le groupe publie son deuxième album, Father, Son, Holy Ghost, le 9 septembre 2011 en Europe et le 13 septembre aux États-Unis. En novembre 2011, Girls annonce un single, Lawrence, publié en vinyle le 28 septembre 2011. La chanson est dédiée au chanteur de Felt, Lawrence,.
Comme pour Album, Father, Son, Holy Ghost est bien accueilli par la presse spécialisée. Vomit et Honey Bunny, les premier et second singles de l'album, sont désignés Best New Music par Pitchfork. Le même site web attribue à l'album une note de 9,3, et classé cinquième du Top 50 des albums de 2011. Les chansons parlent d'amour, et de la toxicomanie d'Owens ; Owens explique avoir pris des cours de désintox avant les tournées afin de jouer dans de bonnes conditions,.
Father, Son, Holy Ghost les popularise encore plus. L'album atteint la 37e place du Billboard 200. En tournée, ils jouent au St Jerome's Laneway Festival et au Coachella Valley Music and Arts Festival. Le groupe joue aussi l'album au Late Night with Jimmy Fallon et Conan,.

### Séparation (2012)
Le 1er juillet 2012, Christopher Owens annonce sur Twitter son départ du groupe pour se consacrer à une carrière solo. Il publiera l'album Lysandre le 15 janvier 2013.

## Style musical
Girls s'inspire de la musique des années 1950, 1960 et 1970, avec un son décrit lo-fi, surf rock, rock and roll, rock psychédélique, pop rock, country rock et garage rock,,,,. Pour le premier album du groupe, Album, les critiques identifient The Beach Boys, Elvis Costello, Buddy Holly, Spiritualized, Galaxie 500, Felt et Ariel Pink comme possibles influences,,.